# Otto Jespersen
Jens Otto Harry Jespersen (født 16. juli 1860 i Randers, død 30. april 1943 i Roskilde) var en dansk sprogforsker. Han var søn af herredsfoged og justitsråd Jens Bloch Jespersen (død 1870) og Sophie Caroline, født Bentzien.
Jespersen dimitteredes 1877 fra Frederiksborg Skole. Han var 1893-1925 professor i engelsk sprog ved Københavns Universitet. Han var en så fremragende forsker, at hans bøger om engelsk sprog og grammatik blev anvendt ved de engelske universiteter.
Jespersens bog Fonetik (1897-1899) regnes stadig for en milepæl inden for den europæiske sprogvidenskab. Til hans hovedværker hører i øvrigt Modern English Grammar 1-6 (1909-1942) og Language: Its Nature, Development and Origin (1922).
Blandt hans højt citerede værker er også Essentials of English grammar fra 1933.
Otto Jespersen var sammen med Karl Luick opdager af Det store vokalskifte på engelsk fra middelengelsk.

## Novial
Novial er et sprog konstrueret af Jespersen, og som mange andre plansprog var det beregnet til gnidningsfri kommunikation mellem folk fra forskellige nationaliteter.